# Bystřice nad Pernštejnem
Bystřice nad Pernštejnem (tjekkisk udtale: [bɪstr̝̊ɪtsɛ ˈnat pɛrnʃtɛjnɛm] ; tysk: Bistritz ob Pernstein) er en by i distriktet  Žďár nad Sázavou i regionen Vysočina i Tjekkiet med omkring  7.900 indbyggere.
Landsbyerne Bratrušín, Divišov, Domanín, Domanínek, Dvořiště, Karasín, Kozlov, Lesoňovice, Pivonice, Rovné og Vítochov er administrative dele.

## Etymologi
Navnet Bystřice er afledt af bystřina, som er en betegnelse for en stejl, hurtigt strømmende bæk. Det lokale vandløb blev oprindeligt kaldt Říčka (dvs. 'lille flod') og senere omdøbt efter byen. I 1881 blev nad Pernštýnem føjet til navnet for at skelne fra andre steder med samme navn, og i 1825 blev det ændret til nad Pernštejnem. Det refererer til det nærliggende Pernštejn Slot.

## Geografi
Bystřice nad Pernštejnem ligger omkring 23 km  øst for Žďár nad Sázavou og 41 km  nordvest for Brno. Det ligger i det øvre Svratka-højland. Det højeste punkt er bakken Přední skála som er 716 meter  over havets overflade. Bystřice-floden løber gennem byen. Mod nord grænser kommunen  op til Vír I Reservoir.

## Historie
Den første skriftlige omtale af Bystřice er fra 1238. Den blev grundlagt af Lords of Medlov under koloniseringen i det 13. århundrede. I det 14. århundrede blev den det administrative, økonomiske og kommercielle centrum for de omkringliggende landsbyer i Pernštejn området. I 1348 blev den først omtalt som en købstad.
I 1446 blev Bystřice en ejendom af familien Pernštejn. Under deres styre fik den forskellige privilegier og udviklede sig hurtigt. Bystřice blev forfremmet til en by af Rudolf 2. i 1580. Ved denne lejlighed fik byen sit våbenskjold. Ejerne af byen skiftede ofte efter 1588, da den blev solgt af Jan V fra Pernštejn. Velstanden blev afbrudt af hyppige brande. De mest ødelæggende brande fandt sted i 1585, 1666 og 1841.
I 1905 blev byen forbundet med jernbane med Žďár nad Sázavou og Tišnov, hvilket bidrog til udviklingen af lokal industri. Byen nød også godt af udviklingen af uranindustrien i Dolní Rožínka.
Den jødiske befolkning forsvandt som følge af Holocaust og efter 2. verdenskrig vendte ikke tilbage.

## Seværdigheder
Sankt Lawrence kirken er lige så gammel som byen. Oprindeligt var den sandsynligvis en romansk struktur, genopbygget i gotisk stil i det 14. århundrede. I det 15. århundrede blev den befæstet. Seneste ændringer blev foretaget i 1873.
Rådhuset blev nævnt første gang i 1493. Det blev genopbygget til sin nuværende form i 1808. Bygningen huser i dag bymuseet.

## Galleri
- Den nederste del af byens torv
- Den øvre del af byens torv
- Springvand med en skulptur af  Kyril og Methodius
- Pestsøjle på byens torv